# Kemp

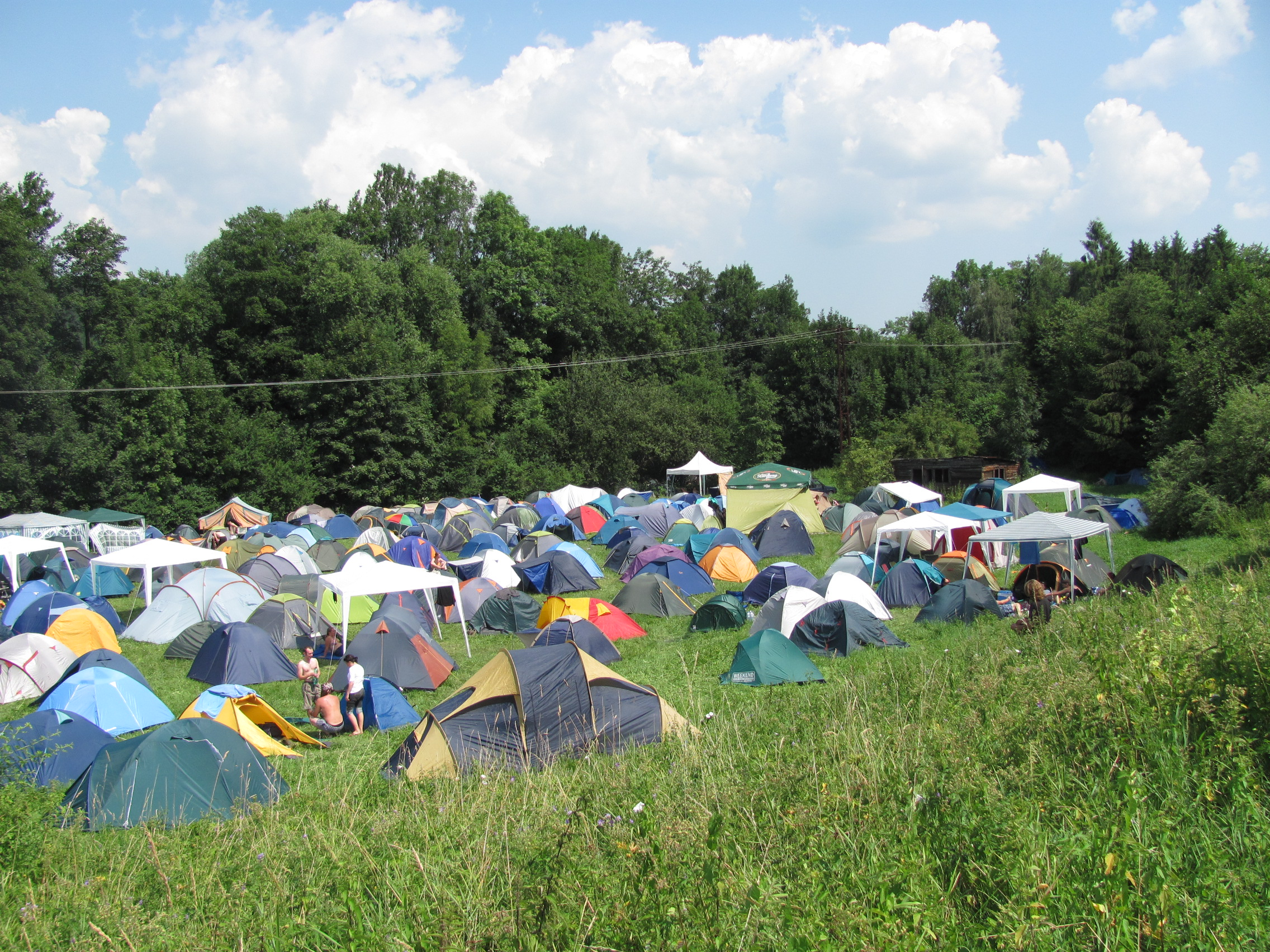
Provizorní kemp ve Vizovicích pro účastníky festivalu Masters of Rock

Kemp je ubytovací zařízení pro přechodné ubytování ve vlastním zařízení hostů (stan, obytný přívěs, obytný automobil, maringotka apod.) nebo v ubytovacích objektech provozovatele (chaty, stany, obytné přívěsy, mobilní buňky, maringotky apod.) nebo jejich samostatně pronajímaných částech. V kempech bývají často společné sociální zařízení a kuchyňky pro mnoho lidí.

## Fotogalerie

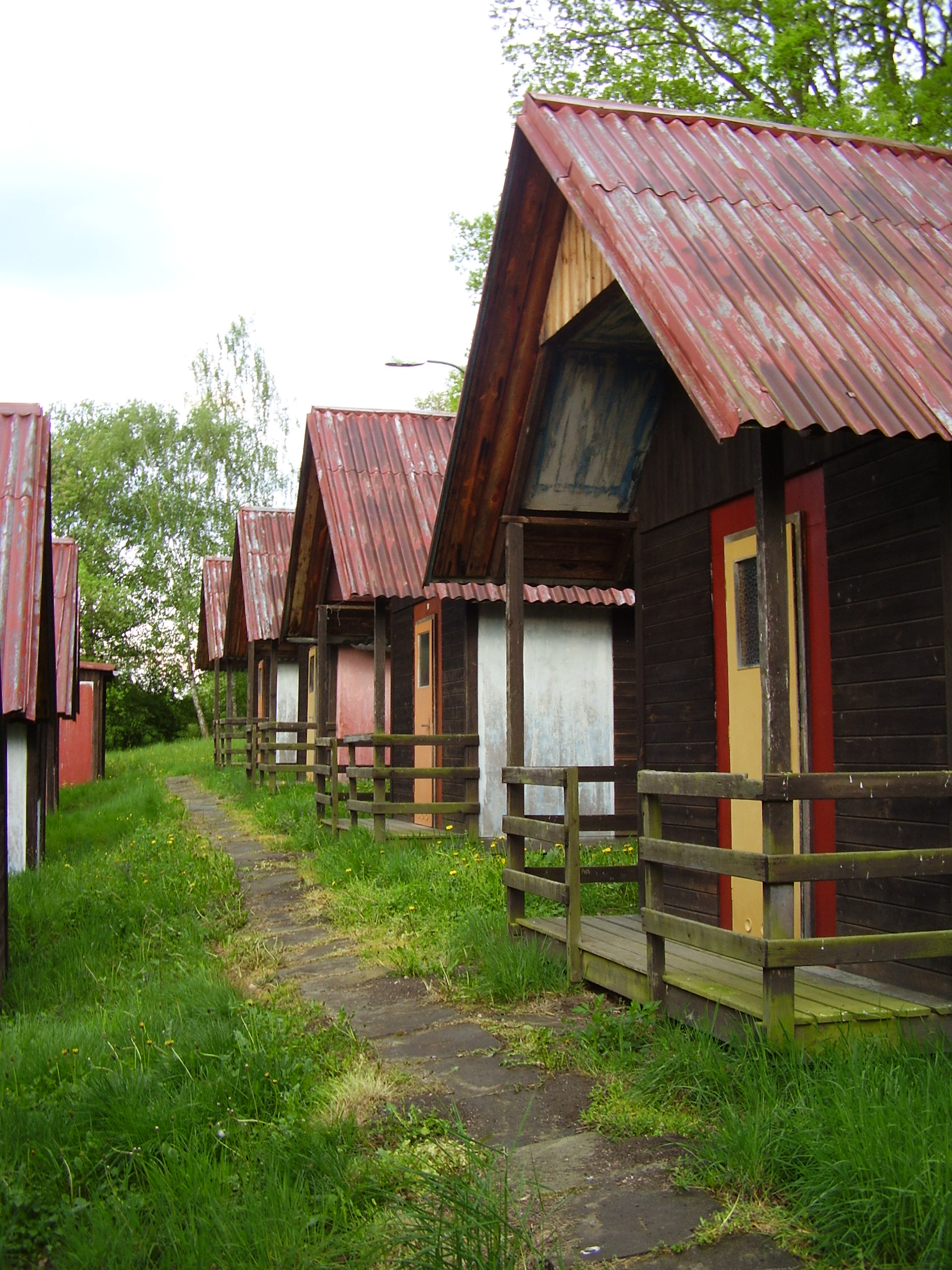
Chatky v kempu Babí Hora v Česku
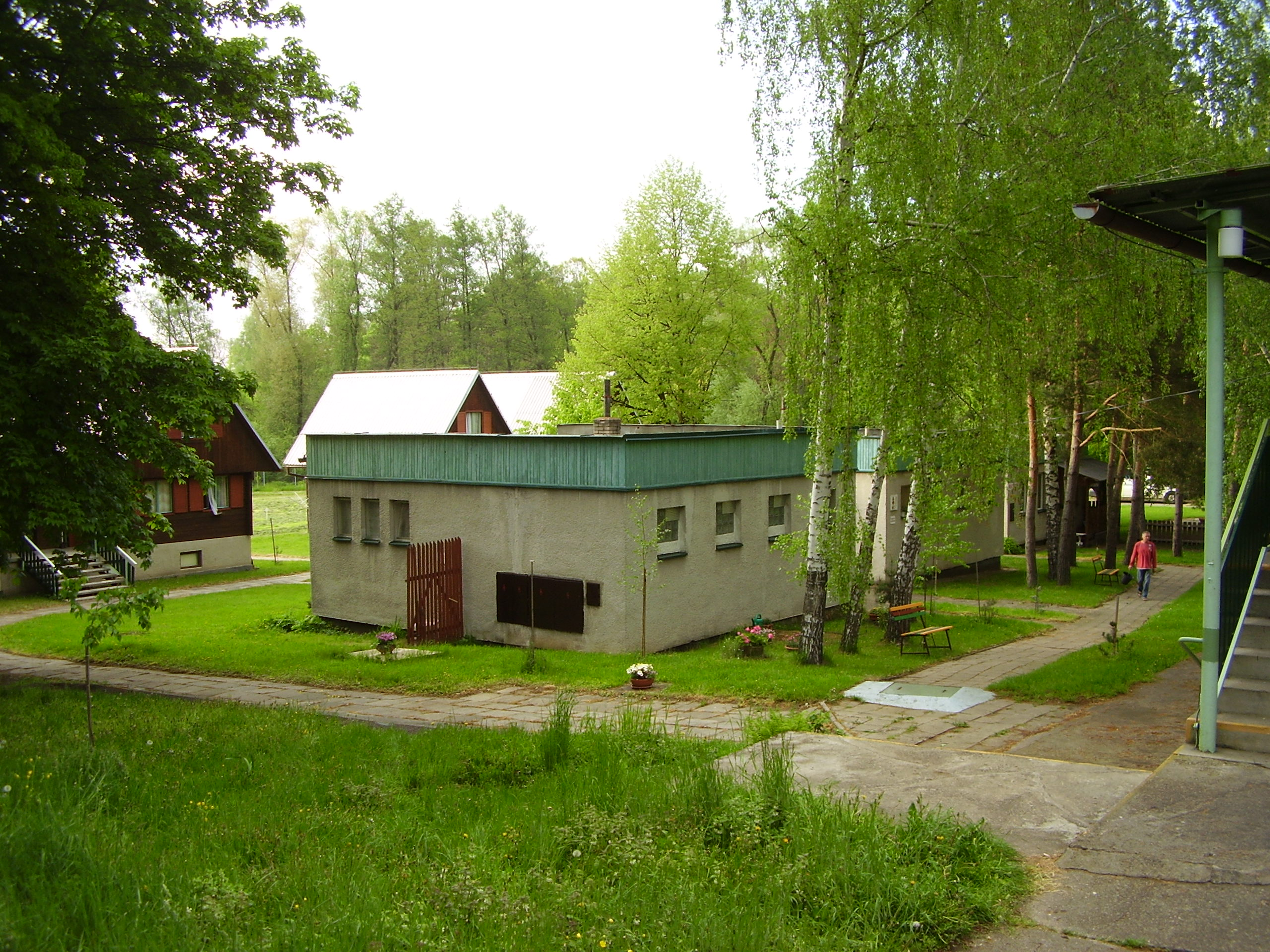
Společné sociální zařízení v kempu Babí Hora v Česku
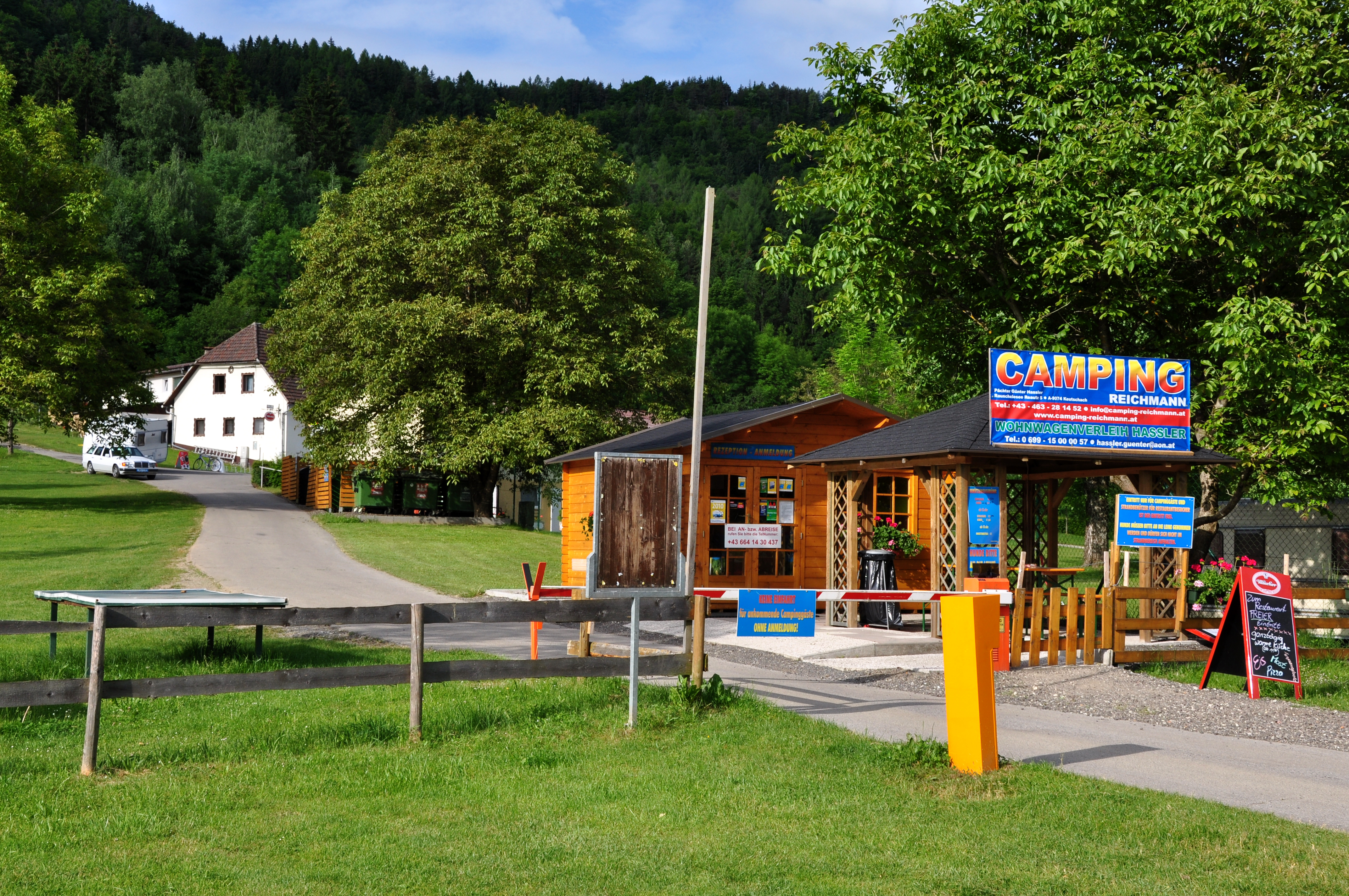
Vrátnice kempu v Rakousku